# 奧爾努姆湖

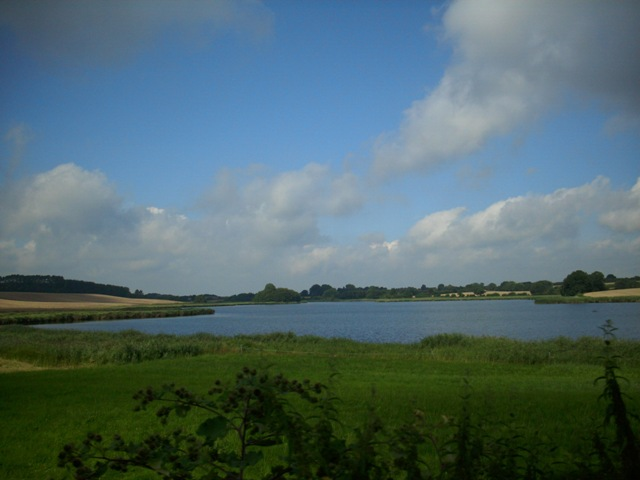

54°31′38″N 9°45′30″E / 54.52722°N 9.75833°E
奧爾努姆湖（德語：Ornumer Noor），是德國的湖泊，位於該國北部石勒蘇益格-荷爾斯泰因州，由倫茨堡-埃肯弗德縣負責管轄，面積0.3平方公里，平均水深1.2米，最大水深4.4米。